# 185744 Hogan
185744 Hogan è un asteroide della fascia principale. Scoperto nel 1999, presenta un'orbita caratterizzata da un semiasse maggiore pari a 2,8791756 UA e da un'eccentricità di 0,2462458, inclinata di 13,52700° rispetto all'eclittica.